# フラッグフットボール
フラッグフットボール（英語: flag football）は、スポーツの種目。アメリカンフットボールで行われる「タックル」に代わり、プレイヤーの腰の左右につけた「フラッグ」を取ることに置き換え、敵味方の選手同士の身体的接触は原則として禁止（反則）とした、より安全で幅広い層が参加出来ることを目指したフットボールである。

## 概要
アメリカンフットボールはアメリカで人気の高いスポーツの一つであるが、防具を着用してもタックルによる怪我が頻発する危険性が高いことや、参加人数が多くルールも複雑なため、限られた時間で子供が行う学校体育には不向きであった。そこで腰の左右に付けたフラッグを取ることでタックルの代わりとし、ルールを簡略化することで、安全かつ手軽ににプレーできるようになった。
全日本フラッグフットボール協会が学校教育の保健体育科での普及活動を行ったこともあり、2002年より学習研究社の体育の準教科書に競技が掲載された。そうしたこともあり、1998年には競技を体験した生徒が40校4500人であったのが、2002年には1000校12万人に達した。
「攻撃のたびに話し合い、作戦を考え、役割分担をして、みんなで一緒に成功体験を味わう」という特徴が教育界からの注目を集め、2011年度施行の文部科学省「学習指導要領」の解説書に正式に推奨球技の一つとして登場。公益財団法人日本フラッグフットボール協会が学校教育への普及及び寄付活動を行ったこともあり、2014年には、全国4,600校以上、2015年には5,200校以上の小学校で授業事例が生まれた。2017年3月31日付で発表された、2020年から施行される新たな学習指導要領では、解説書だけでなく本編にも掲載された。

## 特徴

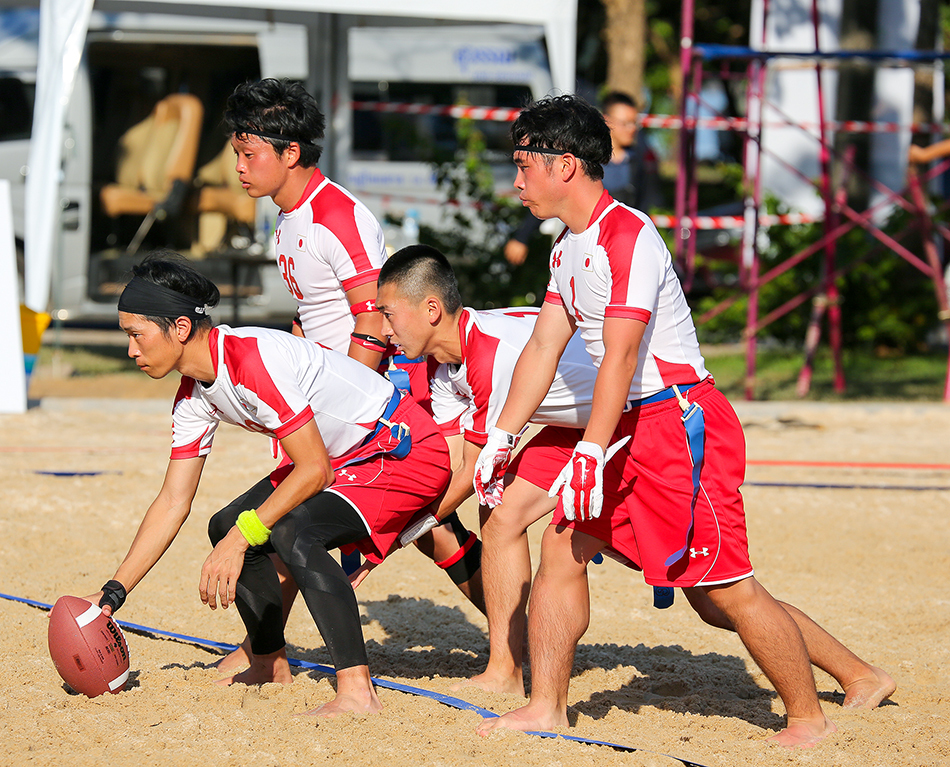
フラッグフットボールの日本チーム

楕円形のボールを相手の陣地まで運ぶことができれば「攻撃が成功=得点」となるスポーツであり、1チームは3人～5人などで構成されている。
攻撃の度に、みんなで作戦を話し合う
フラッグフットボールは攻撃のたびに「ハドル」と呼ばれる作戦タイムが設けられ、「次はどう動こうか」「こうすればいいんじゃないか」など、事前にみんなで作戦を話し合う。
技術が簡単で、誰でも参加できる
フラッグフットボールは、ボールを持って走るだけで得点を取ることができる。また、ボールを渡す、渡すふりをする、投げる、受け取る、そして腰につけた「フラッグ」を取るといった簡単な動きだけで十分に活躍できる。さらに交代は何度でも自由。
ボールを持たない選手も活躍できる（OffTheBall)
作戦の中に「ボールを受け取ったふりをして相手を引き付ける」、「味方が通るためのカベになる」など、ボールのないところでも活躍できる。

## 種類
世界的な統括団体が存在しないため決められた形式がなく、人数やルール、フィールドの形状などに多くのバリエーションが見られる。
- 人数:4人から10人まで様々なバリエーションがある。また、男女混合や男子のみ・女子のみなどの違いもある。
- ルール:キックやパント、ポイントアフターコンバージョンの有無。ブロックの可否。アメリカンフットボールではパスキャッチが許されていない「ラインマン」のパスキャッチの可否など、ルールは様々である。
- フィールド:フィールドサイズも、カナディアンフットボールリーグ（CFL）サイズ（150ヤード（約137メートル（m））×65ヤード（約60 m）の長方形）、ナショナルフットボールリーグ（NFL）サイズ（120ヤード（約110 m）×横531/3ヤード（約49 m）の長方形）から、その1/3のサイズの小さいフィールドまで様々である。

また、アメリカンフットボールが主に芝生のフィールドで行われるのに対して、フラッグフットボールは砂浜などのフィールド設備がない場所でも試合が行われることがある。

## 用具
フラッグフットボールで用いる用具は「ボール」と「フラッグ（ベルト）」である。
ボール
アメリカンフットボールと同様に、楕円形のボールを使用する。レギュラーサイズ、ユースサイズ、ジュニアサイズの3種類がある。
フラッグ（ベルト）
フラッグの形は、短冊型を基本としている。

## ルール

### 公式規則
全世代を対象に日本フラッグフットボール協会が制定しているルール。また、小学生を対象とした公式規則（小学生編）では、小学生の発達段階を鑑み、技術的に易しいランプレーの戦術的思考を育むことをねらいとしている。
試合時間
前半20分、後半20分を目安に行なう。
フィールド
40ヤードのサイドラインと、25ヤードのラインで囲まれた長方形からなる。両端から10ヤード中央寄りに、サイドラインと垂直にゴールラインが引かれる。サイドライン、ゴールラインで囲まれた、フィールド両端の領域をエンドゾーンという。
チームの人数
フィールドに出られるのは5人までだが、プレー間の交代は自由なため、実質チームの人数に制限はない。
用具
選手は全員、フラッグ（ベルト）を腰につける。気をつけをした時の両手の位置に、2本のフラッグがそれぞれつくようにする。
ゲームの進め方について
先攻後攻を決める。攻撃チームは4回まで攻撃をすることができる。4回以内に、自陣のゴールラインから相手のエンドゾーンまでボールを運んだら得点（タッチダウン）となる。1回の作戦タイムは15–60秒以内で、作戦が決まったらポジションにつく。攻撃チームが、プレー開始地点に置かれたボールを足の間などから後ろの味方にパスすることでプレーがスタートする。攻撃側が得点を取った時、4回攻撃しても得点が取れなかった時、あるいは守備側がインターセプトをした時に攻守が交代となる。最終的に得点の多かったチームが勝ちとなる。
1回の攻撃の終了について
ボールを持っている攻撃選手のフラッグが、守備側の選手に1本でも取られたら、1回の攻撃が終了となる。次の攻撃は取られた地点からスタートとなる。また、サイドラインを踏んだり、ボールを落としたりした場合も同様となる。パスを失敗した場合は、その攻撃が開始された地点に戻って次の攻撃を始める。
攻め方について
攻撃チームの作戦には、手渡しパス、後ろパス、前パスの3つの種類がある。手渡しパスや後ろパスは、プレー開始地点より後ろのエリアであれば何度でもできるが、前パスは1度しかできない。ひとたびボールがプレー開始地点を過ぎたら、誰にもパスをすることはできなくなる。また、前パスは7秒以内に行なわなければならない。
守り方について
守備チームは攻撃チームがプレーを開始するまでの間に、ポジションと役割を決める。ボールを持っている攻撃選手のフラッグを取ったり、パスをカットしたりして攻撃を防ぐことができる。ただし、守備の選手はプレー開始地点より前の攻撃側のエリアに入ることはできない。
- インターセプト 攻撃チームのパスを空中で横取りするプレー。インターセプトした選手はそのまま相手のエンドゾーンに走ることができ、得点するチャンスがある。たとえ途中でフラッグを取られても、その位置から4回の攻撃を開始できる。

反則について
攻撃側に反則があった場合
プレーは停止される。次のプレーをプレー開始地点から再開する。
守備側に反則があった場合について
プレーは停止されない。オフェンスの前進を認め、プレーを繰り返す。

## アメリカンフットボールと比較した場合の相違点
試合の人数について
フィールド内でプレーする選手の数は、1チーム5人である。（アメリカンフットボールは1チーム11人で行う）
身体接触の禁止について
基本的に相手チームの選手との接触は禁止されている。ボールを保持しない選手の移動の邪魔をするようなプレーも原則としては禁じられている。
「フラッグ」と装具について
競技名にも付けられているが、選手は腰の左右に「フラッグ」と呼ばれる布を付け、これを相手選手に取られる、あるいは外れた時点でタックルされたことになる。
このフラッグを腰に付ける他は、ヘルメット・プロテクターなどのような特別な用具は身につけない（大会等で、ユニフォームやシューズ等に制約がある場合はある。安全面の配慮からヘッドギアやマウスピースの着用を推奨する）。
試合時間について
アメリカンフットボールはバスケットボールのようにプレーごとに計時するが、フラッグフットボールはサッカーのように試合開始から時間を止めないで進行する
フィールドについて
アメリカンフットボールでは、両チームのゴールラインの間は100ヤードであるが、フラッグフットボールではゴールラインの間は20–40ヤード等である。
エンドゾーンはアメリカンフットボールと同じく10ヤードずつ
フィールドの長径はアメリカンフットボールは120ヤードだが、フラッグフットボールは40–60ヤード
フィールドの横幅（サイドライン間の距離）はアメリカンフットボールは53ヤード1フィートだが、フラッグフットボールでは25–30ヤード
フィールドゴールは無いのでゴールポストは無い
ファーストダウンについて
アメリカンフットボールでは4回の攻撃（ダウン）で10ヤード以上前進すると攻撃権を更新（ファーストダウンの獲得あるいは更新）出来るが、フラッグフットボールでは4回の攻撃（ダウン）でタッチダウンすることを目指す。
詳しい内容についてはルールを参照
パスラッシュ、ブリッツについて
フラッグフットボールでは、身体がぶつかり合うようなプレーは禁止されているので、攻撃側のパスを投げる選手を守る選手（アメリカンフットボールでいうところの「オフェンスライン」）がいない。従って守備側の選手がパスラッシュに行くのが非常に簡単になってしまうため、パスラッシュ（ブリッツ）することが出来ない。
これについても詳しい内容はルールを参照
ランプレーの制約について
攻撃側のクォーターバック（最初にスナップを受け取った選手）が、そのままボールを保持してスナップ地点（プレビアススポット）より前進することは出来ない。
ゴールライン（ハーフライン）の手前5ヤード以内をノーランニングゾーンと言い、ノーランニングゾーンから攻撃を行うときは、攻撃側の全ての選手はランプレーを行うことは出来ない。
危険な身体接触プレーが発生するのを避けるためである
スクリメージ後方でのボール保持の制約について
クォーターバックがボールを続けて保持し攻撃側が無制限に時間を消費することが出来ないよう、攻撃チームはスナップから7秒以内にボールをスナップ位置より前方に進めなければならない。
7秒以上スクリメージ後方でボールを保持してしまった場合は反則となる。
フラッグフットボールでは、他の選手が保持しているボールをはたいたり掻き出すようなプレーは禁じられている（クォーターバックが投げようとしているボールをはたく、ランナーやパスレシーバーが確保したボールを掻き出したり奪おうとするなど）。従ってフラッグフットボールにおいてはランプレーを選択した場合、インターセプトやファンブルなどで攻撃権自体を喪失することはほぼ無い（ヤードをロスしたり、ファーストダウンを更新できずに攻守交代となることはある）。

## オフェンス
オフェンスの目的は点を取る事で、もしディフェンスが0点に抑えたとしても試合に勝つことはできない。オフェンスの最大の利点はスナップ前にプレーが分かっていることと、いつスナップされるかが分かることとされている。なおオフェンスの選手は、スクリメージライン後方でポジションにセット後、プレーを開始するまでの間、相手を誘発するような動作を行ってはならない。

### オフェンスのポジション
- クォーターバック - オフェンスの司令塔。センターからスナップを受け、パスを投げ、ハンドオフ、ピッチする選手。略称QB。
- センター - クォーターバックからのコールに合わせスナップする選手。スナップを終えた後、パスコースに出て、パスを取ることができる。略称C。
- ワイドレシーバー - パスプレーの主役で、クォーターバックからのコールに合わせパスコースに出て、パスを取る。ランプレーを行うこともある。略称WR。
- ランニングバック - ランプレーの主役で、クォーターバックからのコールに合わせハンドオフ、ピッチを受ける選手。パスを取ることもある。略称RB。

オフェンスの5人の選手をこのポジションに割り振る。クォーターバック及びセンターは1人ずつなので残り3人のなかでワイドレシーバー、ランニングバックの数を決める。

### ゲイン
アメリカンフットボールにおいては、ファーストダウンの獲得（攻撃権の更新）のためには4回の攻撃で10ヤード前進すればよいが、実際のゲームにおいては3回目までの攻撃でファーストダウンを取れなかった場合にはパントキックやフィールドゴールが選択され、4回目も通常のプレーでファーストダウンやタッチダウンを狙うような作戦は「フォースダウンギャンブル」と呼ばれ危険性（ここでいう「危険性」とは、「怪我等の身体的な危険が生じる可能性」ではない事に留意）の高い作戦とされている。これは『得られる得点は少ないが高い確率で点が得られる』のと『多くの得点が取れるかもしれないが成功確率は下がる』こととのトレードオフや、『成功すれば攻撃を継続できるが、失敗すればその地点から攻守交代となり一気に不利な状況になる』のと『確実に攻守交代しなければならないが、相手チームの次の攻撃の開始地点を大きく後退させられる』ことのトレードオフの関係にあるが、フラッグフットボールでは「そもそもフィールドゴールのシステムが無い」「攻守交代時に（パスをインターセプトされた場合以外は）次の相手チームの攻撃開始地点は決められた地点から」となっているので、これらのトレードオフの戦略性は存在せず、3～4回の攻撃の全てにおいてタッチダウンやファーストダウンの更新を目指してプレーが行われる。
上記のようにアメリカンフットボールでは1回の攻撃で獲得することが期待される距離は平均3.3ヤードであるが（3回の攻撃でファーストダウンを獲得するとした場合）、フラッグフットボールではインターセプト以外での攻守交代による攻撃開始地点からタッチダウンやファーストダウンを獲得するまでの距離は20ヤードであり、1回の攻撃で平均5ヤード前進することが求められる。また、後に「ファーストダウンについて」の項で詳しく記述するが、ファーストダウンを更新した地点からエンドゾーンまでの距離も重要な戦略性を持っており、仮にファーストダウンを更新できた地点がハーフラインぎりぎりであったとするならば、次のタッチダウンまでは20ヤードの距離があり、平均6.6ヤードを獲得できる攻撃を行わなければならないことになる。

### ランプレー
ランプレーとは、手渡し（ハンドオフ）または後方へボールを投げること（バックパス）でボールを受けた選手（ランナー）が、走って前進を狙うプレーである。比較的短い距離を確実に前進するために行われることが多い。
バックパスはスクリメージ後方であれば、何度でも可能である。
通常、ランナーとなるのはランニングバックである。
前述「ゲイン」にあるようにフラッグフットボールの1回の攻撃では約5ヤード前進することが期待されるが、アメリカンフットボールのように味方の選手に守ってもらうことはできない（守備選手がボールキャリアに近づこうとするコースを妨害するような位置に立っている等でも反則）相手選手を突き飛ばすようなプレーやフラッグを守るようなプレーは反則となっているので、ランプレーのボールキャリアの選手のスピードや身をかわす能力がランプレーでどれだけゲイン出来るかを大きく左右する。
アメリカンフットボールでのランプレーは確実な前進や残りわずかなゲインを狙う際に用いられることが多いが（残り1、2ヤードでタッチダウンの状況など）、フラッグフットボールではファーストダウン更新ライン（ハーフライン）およびエンドゾーンの前5ヤードから開始される攻撃についてはランプレーは行えないことになっているので（前進や阻止のために激しく身体をぶつけるようなプレーが起こるのを避けるため）アメリカンフットボールのランプレーとは趣が異なっている点もある。

### パスプレー
パスプレーとは、前方へのパスを使ったプレーである。アメリカンフットボールで「パス」と言った場合は、前方へのパスを意味することがほとんどである。前方へのパスは、1プレーにつき1回のみ、スクリメージラインの手前から行うことが認められている。
パスプレーは、投げられたボールを攻撃側の選手がノーバウンドで捕球したときに成立する。これにより、相手のエンドゾーン内でパスを捕球すれば、その時点でタッチダウンとなる。
捕球した選手は、ボールを持ったままさらに前進することができる（ラン・アフター・キャッチ）。パスプレーによる獲得距離は、プレーが終了した時点で、スクリメージラインからパスを捕球した地点（足が最初に着いた地点）までの距離と、捕球後に前進して獲得した距離の合計で表される。
投げられたボールが、誰にも捕球されずに地面に落下した場合は、接地した時点でプレーが終了し（パスインコンプリート、パス不成功）。たとえ空中で選手がボールに触れたとしても、捕球されずに接地した場合はパス不成功となる。またパス不成功の時は、攻撃側は全く前進できずに、元のスクリメージラインから次のダウンとなる。
ランプレーと比べると、成功する確率は低いが、長距離の前進が期待できる。このため、パスプレーは比較的ハイリスク・ハイリターンの攻撃ということができる。
通常、パスを投げるのはクォーターバック、パスを受けるのはワイドレシーバーである。スナップ後、ワイドレシーバーはプレーによって定められたコースを走る。クォーターバックは、守備の状況を判断して、捕球可能と判断したワイドレシーバーにパスを投げる。
パスプレーにはランプレーと異なりインターセプトで攻撃権自体を失う危険性があり、5人制のスポーツであることからインターセプトリターンで喪失する距離リスクはかなり高いものとなっている。またインターセプトリターン自体で失う距離が少なく済んだ場合でも、インターセプトされた地点によっては攻守交代後の状況は非常に不利なものとなる（一方ランプレーのみ選択し、たとえ1ヤードも前進出来ずに攻守交代となったとしても、次の相手の攻撃開始地点は敵陣5ヤードの位置からとなるのでリスクは少ない）。大会やルールによっては「インターセプトリターンは無し（インターセプトは成立し攻守交代となるが、次の相手の攻撃開始地点はインターセプトして着地した地点）」としてパスプレーのリスクをルールとして低減し、パスプレーが多くなるようにしているところもある（例えばこのようなルールの場合、最後の攻撃では敵陣5ヤードより向こうへのパスならばインターセプトされること自体のリスクは無い）。前述したようにアメリカンフットボールよりも1回の攻撃での獲得期待ヤード数が長く、ゴールやファーストダウン獲得前の短い距離からはパスプレーのみに制約されているように、フラッグフットボールではパスプレーにかかる比重がアメリカンフットボールよりも高くなっていると言えるだろう。

## ディフェンス
ディフェンスの目的は点を取られない事で、もしディフェンスが0点に抑えたとしたら試合に負けることはない。ディフェンスの最大の利点はオフェンスと違いスナップ前であっても動き回ることができることとされている。

### ディフェンスのポジション
- コーナーバック - ラン守備の要。一番前のゾーンを担当する。大抵は2人で守る。略称CB。
- ラインバッカー - ディフェンスの司令塔。中央のゾーンを担当する。大抵は1人で守る。ブリッツをかけることが多い。略称LB。
- セイフティ - パス守備の要。一番後ろのゾーンを担当する。大抵は2人で守る。略称S。
- ブリッツ （ラッシャー）- スクリメージラインから7ヤードのところから走り込み主にQBにつく人。通称V（R)。

### ディフェンスの方法
- マンツーマンディフェンス - 基本的な守備体型。レシーバー1人に対して守備も1人つき、QBにはブリッツが入ってカバーする。
- ゾーンディフェンス - 相手より身体能力が劣っているときに上記より有効である。CBやLB、S、ときにはVがいることもある。フォーメーションによってCBやSの人数が変わる。LBは基本1人。ゾーンディフェンスのフォーメーションにはいくつかある。  CB2人LB1人が前を守りS2人が後ろを守るもので、ゾーンの基本形となる。  また、前記のS1人がVに代わって後ろをS1人で守るフォーメーションもある。  守備には多様性があり、様々なフォーメーションを作ることができる。

## 主な大会

### 国際試合
- IFAFフラッグフットボール世界選手権

### 北米
- NFLプロボウル - 2022年からフラッグフットボールで試合を実施
- NFLフラッグ

### 日本
- 日本フラッグフットボール選手権 - 男子、女子、中学生、中学生女子の4カテゴリーで実施
- NFLフラッグフットボール日本選手権 - NFLフラッグのルールに基づいて行われる日本選手権大会